# Pedro Prospitti
Pedro Prospitti (Allen, 24 luglio 1941 – 24 novembre 1996) è stato un calciatore argentino.

## Palmarès

### Club

#### Competizioni nazionali
- Campionato ecuadoriano: 1

Emelec: 1972

#### Competizioni internazionali
- Coppa Libertadores: 1

Independiente: 1964

### Nazionale
- Taça das Nações: 1  1964